# Acarna tessellata
Acarna tessellata är en insektsart som beskrevs av William Lucas Distant 1888. Acarna tessellata ingår i släktet Acarna och familjen Lophopidae. Inga underarter finns listade i Catalogue of Life.